# Condizione di Hölder
In matematica, la condizione di Hölder è una generalizzazione della condizione di Lipschitz.
Si verificano le seguenti relazioni di inclusione per funzioni definite su un sottoinsieme compatto della retta reale: differenziabilità con continuità ⊆ continuità di Lipschitz ⊆ α-Hölderianità ⊆ continuità uniforme ⊆ continuità; con 0 < α ≤1.

## La condizione
Una funzione di variabile reale {\displaystyle f:(a,b)\to \mathbb {R} } soddisfa la condizione di Hölder di ordine {\displaystyle \alpha }, con {\displaystyle 0<\alpha \leq 1}, se esiste una costante  {\displaystyle C>0} tale che: per ogni {\displaystyle x,y\in (a,b)}
{\displaystyle |f(x)-f(y)|\leq C|x-y|^{\alpha }}
Il numero {\displaystyle \alpha } si dice esponente di Hölder, mentre {\displaystyle f} si dice Hölder-continua o hölderiana.
La condizione, che può essere definita anche per funzioni tra spazi metrici, generalizza la lipschitzianità, che si realizza quando {\displaystyle \alpha =1}. Se {\displaystyle \alpha =0}, tale condizione si riduce alla limitatezza della funzione. Le uniche funzioni che soddisferebbero la condizione di Hölder per {\displaystyle \alpha >1} sono quelle costanti, dunque tale caso è di poco interesse.
Se {\displaystyle 0<\alpha \leq \beta \leq 1} ogni funzione hölderiana con esponente {\displaystyle \beta } e definita su un sottoinsieme limitato di {\displaystyle \mathbb {R} } è anche hölderiana con esponente {\displaystyle \alpha }. Dunque tutte le funzioni lipschitziane sono {\displaystyle \alpha }-hölderiane.

## Spazio delle funzioni holderiane
Lo spazio di Hölder {\displaystyle C^{n,\alpha }(\Omega )} delle funzioni definite nel sottoinsieme aperto {\displaystyle \Omega } dello spazio euclideo {\displaystyle \mathbb {R} ^{N}}, che insieme con le loro derivate fino all'ordine {\displaystyle n}-esimo soddisfano la condizione di Hölder con esponente {\displaystyle \alpha }, è uno spazio vettoriale topologico e possiede seminorma data da:
{\displaystyle \|f\|_{C^{0,\alpha }}=\sup _{x,y\in \Omega }{\frac {|f(x)-f(y)|}{|x-y|^{\alpha }}}}
se {\displaystyle n=0} e:
{\displaystyle \|f\|_{C^{n,\alpha }}=\max _{|\beta |\leq n}\sup _{x\in \Omega }|D^{\beta }f(x)|+\max _{|\beta |=n}\|D^{\beta }f\|_{C^{0,\alpha }}}
se {\displaystyle n>0}, dove {\displaystyle \beta } varia tra i multiindici.

## Compattezza in spazi di Hölder
Sia {\displaystyle \Omega } un sottoinsieme limitato di qualche spazio metrico totalmente limitato e siano {\displaystyle 0<\alpha <\beta \leq 1} due esponenti di Hölder. Allora, si verifica l'inclusione dei corrispondenti spazi di Hölder:
{\displaystyle C^{0,\beta }(\Omega )\to C^{0,\alpha }(\Omega )}
che è continua dal momento che la disuguaglianza:
{\displaystyle |f|_{0,\alpha ,\Omega }\leq \mathrm {diam} (\Omega )^{\beta -\alpha }|f|_{0,\beta ,\Omega }}
vale per tutte le {\displaystyle f\in C^{0,\beta }(\Omega )}. Inoltre, tale inclusione è compatta, ovvero gli insiemi limitati nella norma {\displaystyle |f|_{0,\beta }} sono relativamente compatti nella norma {\displaystyle |f|_{0,\alpha }}. Si tratta di una conseguenza del teorema di Ascoli-Arzelà: infatti, sia {\displaystyle (u_{n})} una successione in  {\displaystyle f\in C^{0,\beta }(\Omega )}. Grazie al risultato di Ascoli-Arzelà si può assumere senza perdita di generalità che {\displaystyle u_{n}\to u} uniformemente e anche che {\displaystyle u=0}. Allora:
{\displaystyle |u_{n}-u|_{0,\alpha }=|u_{n}|_{0,\alpha }\to 0}
poiché
{\displaystyle {\frac {|u_{n}(x)-u_{n}(y)|}{|x-y|^{\alpha }}}=\left({\frac {|u_{n}(x)-u_{n}(y)|}{|x-y|^{\beta }}}\right)^{\frac {\alpha }{\beta }}|u_{n}(x)-u_{n}(y)|^{1-{\frac {\alpha }{\beta }}}}
e quindi si ha:
{\displaystyle |u_{n}(x)-u_{n}(y)|^{1-{\frac {\alpha }{\beta }}}\leq \left(2\|u_{n}\|_{\infty }\right)^{1-{\frac {\alpha }{\beta }}}=o(1)}

## Esempi
- La funzione {\displaystyle {\sqrt {x}}} definita in {\displaystyle [0,3]} è hölderiana per ogni {\displaystyle \alpha \leq {1 \over 2}}.